# Куристику
Ку́ристику (эст. Kuristiku — «Бездонный») — микрорайон в районе Ласнамяэ города Таллина, Эстонии. В 2022 году по площади занимал 11-е место среди 16 микрорайонов Ласнамяэ, по численности населения — 7-е; среди 84 микрорайонов города соответственно — 60-е и 13-е.

## География
Микрорайон Куристику граничит с микрорайонами Прийсле, Мустакиви, Тондираба и Катлери и микрорайоном части города Пирита Козе. Площадь — 0,84 км². Плотность населения на 1 января 2023 года — 12307,1 чел/км².

## Улицы
В микрорайоне Куристику проходят улицы Вормси, Кихну, Линнамяэ, Ляэнемере, Мустакиви, Муху, Нарвское шоссе, Раху и бульвар Сааремаа.

## Население
В 2014 году в Куристику проживали 11 109 человек, из них мужчины — 44 %; эстонцы составляли 23 % жителей микрорайона. В 2022 году плотность населения составляла 124,4 чел/км² (13-е место среди всех микрорайонов города).
| Численность населения микрорайона Куристику на 1 января по данным Регистра народонаселения | Численность населения микрорайона Куристику на 1 января по данным Регистра народонаселения | Численность населения микрорайона Куристику на 1 января по данным Регистра народонаселения | Численность населения микрорайона Куристику на 1 января по данным Регистра народонаселения | Численность населения микрорайона Куристику на 1 января по данным Регистра народонаселения | Численность населения микрорайона Куристику на 1 января по данным Регистра народонаселения | Численность населения микрорайона Куристику на 1 января по данным Регистра народонаселения | Численность населения микрорайона Куристику на 1 января по данным Регистра народонаселения |
| 2008                                                                                       | 2010                                                                                       | 2011                                                                                       | 2012                                                                                       | 2013                                                                                       | 2014                                                                                       | 2015                                                                                       | 2016                                                                                       |
| ------------------------------------------------------------------------------------------ | ------------------------------------------------------------------------------------------ | ------------------------------------------------------------------------------------------ | ------------------------------------------------------------------------------------------ | ------------------------------------------------------------------------------------------ | ------------------------------------------------------------------------------------------ | ------------------------------------------------------------------------------------------ | ------------------------------------------------------------------------------------------ |
| 11 110                                                                                     | ↘11 024                                                                                    | ↗11 100                                                                                    | ↘10 998                                                                                    | ↘10 995                                                                                    | ↗11 109                                                                                    | ↘11 056                                                                                    | ↘11 014                                                                                    |
| 2017                                                                                       | 2018                                                                                       | 2019                                                                                       | 2020                                                                                       | 2021                                                                                       | 2022                                                                                       | 2023                                                                                       |                                                                                            |
| ↗11 103                                                                                    | ↘11 065                                                                                    | ↘10 757                                                                                    | ↘10 690                                                                                    | ↘10 615                                                                                    | ↘10 446                                                                                    | ↘10 338                                                                                    |                                                                                            |

## История
Следы первых поселений человека на территории микрорайона датируются ранним бронзовым веком (X—VIII века до нашей эры). В позднем железном веке (III—I века до нашей эры) здесь появляются каменные могильники. Согласно письменным источникам шведского времени, на территории Куристику находилось поселение каменщиков.
Со времен шведов сведения о деревне не обнаруживаются до второй половины XIX века, когда в деревне вновь началось строительство хуторов. Известно, что в 1930 году в Куристику ещё находилась жилая рига, построенная в 1890 году.
Деревня включала в себя хутора Мустакиви, Сауэаугу, Тюрги, Тядиаугу, Прюги, Койду и Тонди. В Куристику также располагался трактир и жильё работников мызы Карлова (нем. Carlowa, Катлери, эст. Katleri mõis), которые занимались добычей торфа на болоте Тонди.
В 1950-х годах хутора были снесены и на территории деревни была создана военно-воздушная база, на месте которой в 1980-х годах были возведены кварталы жилых панельных пяти- и девятиэтажных домов.
Микрорайон Куристику был образован на основе бывшего VII микрорайона Ласнамяэ, построенного в 1987—1988 годы, и назван в честь существовавшей здесь ранее деревни Куристику. Улицы Куристику носят имена эстонских островов (Кихну, Муху, Сааремаа, Вормси), а главная магистраль микрорайона, улица Ляэнемере (эст. Läänemere tee), названа по эстонскому названию Балтийского моря.
В 2006 году в микрорайоне Куристику был установлен памятный камень в честь эстоноземельцев, погибших в Афганской войне 1979—1989 гг. В январе 2007 года мэрия Таллина разрешила установить на его месте памятник (по данным союза ветеранов Афганской войны, на этой войне было 1652 уроженца Эстонии, вместе с офицерами — около 2000; из них погибли 38 человек). Было необходимо провести открытый конкурс на создание макета памятника, однако, он не состоялся.

### Школа Нехату
В 1867 году на территории современного Куристику было построено здание волостной школы Нехату. Оно располагалось рядом с нынешней детской площадкой у перекрёстка Нарвского шоссе и улицы. В доме также находилась квартира семьи учителя. В те времена в школе Нехату училось около 20 детей. В 1921 году школу объединили со школой Иру, которая располагалась в бывшей военной казарме. Помещения казармы быстро разрушались, и в 1930 году началось строительство нового школьного здания. После завершения строительства в 1931 году и в последующие десятилетия бывший дом школы Нехату использовался в качестве дачи.
В архитектурном обзоре, подготовленном в 1987 году специалистами по охране памятников старины, здание было признано объектом, который следовало бы сохранить и, по возможности, продолжить использовать в качестве образовательного или культурного учреждения. Здание сгорело в 1988 году в результате поджога. До наших дней сохранился фундамент основного и вспомогательного зданий школы, а рядом с ними — заросший кустарником плодовый сад.

## Застройка
Современная застройка микрорайона в основном представляет собой типовые пяти- и девятиэтажные панельные дома, строительство которых было завершено в 1987—1989 годах и в начале 1990-х годов. В 2013 году спроектированное в советский период как гаражный кооператив и незавершённое двухэтажное здание по адресу ул. Ляэнемере 30 было перестроено и вместе с возведённым рядом домом 28 образовало небольшой офисно-торговый центр, где разместилось несколько магазинов, аптека и кафе. В доме 37А, также первоначально возведённом как гаражи, разместилось также множество мелких предприятий торговли и бытового обслуживания: авторемонтные мастерские, магазин автозапчастей, салон красоты, а также спортивный клуб и склады.

## Учреждения, предприятия и объекты досуга
В Куристику находятся две школы: открытая в 1989 году Таллинская Ляэнемереская гимназия (эст. Tallinna Läänemere Gümnaasium, в прошлом — 65-я школа) и открытый в 1988 году Таллинский Линнамяэский Русский лицей (эст. Tallinna Linnamäe Vene Lütseum, в прошлом — 64-я школа).
В микрорайоне работают 4 детских сада: «Кихну» (эст. Kihnu lasteaed), «Вормси» (эст. Vormsi Lasteaed), «Линнамяэ» (эст. Linnamäe Lasteaed) и «Муху» (эст. Muhu Lasteaed).
На территории микрорайона работают магазины торговых сетей «Selver» и «Rimi».

### Парк
На северо-востоке Куристику находится парк Вормси, расположенный на месте сгоревшей в 1988 году школы Нехату. В середине XX века на территории школы был посажен яблоневый сад. Несколько старых яблоневых деревьев до сих пор растут в парке.

## Общественный транспорт
По трём улицам микрорайона Куристику проходят городские автобусные маршруты: по Нарвскому шоссе — № 5, 6, 29, 63, по улице Мустакиви — № 12, 60, 65 и по улице Линнамяэ — № 12, 54, 60 и 65.

## Галерея
- Микрорайон Куристику
- Автобус №12 в Куристику
- Линнамяэский Русский лицей
- Улица Ляэнемере
- Перекрёсток на улице Линнамяэ
- В микрорайоне в январе 2010 года
- Улица Муху, дом 5
- Улица Муху, дом 8
- Улица Муху, дом 10
- Улица Линнамяэ, дом 25 (слева) и дом 27 (справа)
- Памятный камень эстоноземельцам, погибшим на Афганской войне 1979—1989 гг.